# Idolomantis diabolica
Bọ ngựa quỷ hoa châu Phi (Danh pháp khoa học: Idolomantis diabolica) là một loài bọ ngựa có nguồn gốc ở châu Phi, sống phổ biến ở khu vực Đông Phi. Nó là một trong những họ lớn nhất của loài bọ ngựa có khả năng bắt chước những bông hoa. Chúng mất đến 1 năm để có thể trở thành bọ ngựa trưởng thành tại nhiệt độ từ 25 đến 30 độ C. Nó cũng được coi là vị vua của nhiều loài bọ ngựa” với vẻ đẹp, kích thước và sự hiếm có. Chúng ăn các loại côn trùng như: bướm đêm, bướm, bọ cánh cứng và không bao giờ hạ cánh xuống mắt đất như các loài dế, cào cào.